# A Zöld-foki Köztársaság labdarúgó-szövetsége
A Zöld-foki szigeteki labdarúgó-szövetség (portugálul: Federação Caboverdiana de Futebol, rövidítve: FCF) a Zöld-foki Köztársaság nemzeti labdarúgó-szövetsége. A szervezetet 1982-ben alapították, 1986-ban csatlakozott a Nemzetközi Labdarúgó-szövetséghez, valamint az Afrikai Labdarúgó-szövetséghez. A szövetség szervezi a Zöld-foki Köztársaság labdarúgó-bajnokságát. Működteti a férfi valamint a női labdarúgó-válogatottat.